# Acerbia kolpakofskii
Acerbia kolpakofskii là một loài bướm đêm thuộc phân họ Arctiinae, họ Erebidae. Loài này được Sergei Alphéraky mô tả vào năm 1882. Chúng được tìm thấy ở phía đông Thiên Sơn thuộc Tân Cương, Trung Quốc.